# Městské opevnění (Hlučín)
Městské opevnění v Hlučíně bylo patrně vytyčeno při založení města. V nejstarších dobách bylo město ohrazeno palisádami, tj. dřevěnými kůly postavenými jeden vedle druhého. O těchto palisádách se dovídáme z listin z roku 1486 a 1495. Údajně roku 1534 byla za Bernarda ze Zvole dokončena výstavba kamenného opevnění oválného tvaru, na západě opevnění navazovalo na tvrz. Opevnění se skládalo z hradebních zdí přerušených Opavskou (Dolní), Ostravskou (Horní) branou. Hradební zdi vyztužovalo třináct půlkruhových bašt. Tvrz (později zámek) se nacházela uvnitř městského opevnění a od města byla oddělena silnou zdí a příkopem. To bylo obvyklé, panské sídlo mělo být hájitelné i v případě dobytí městských hradeb nepřítelem, a navíc mělo majitele chránit i při případných konfliktech se samotnými měšťany.
Městské opevnění dlouho odolávalo, ale zub času udělal své. Na obou stranách města byly vysoké čtyřhranné věže, které byly po Slezských válkách ve špatném stavu. Ostravská věžní brána dokonce hrozila sesutím. Magistrát města proto v roce 1770 napsal žádost vojenskému komisaři do Prudníku, aby „tři sáhy z vrchu mohli strhnout a sedlovou střechou a okapem mohli opatřit a náklady, že budou hrazeny z odprodaného materiálu, tj. kamene“. Žádost doplňovaly kresby, staré a nové podoby věže. Tato stopa je snad jediná z možností, jak zjistit vzhled vstupních bran, neboť do dnešní doby nevíme, jak tyto brány vypadaly. V krátké době přišla odpověď – povolení opravy.
V roce 1821 byly proraženy městské hradby, zarovnán val a zřízena třetí brána zvaná Ratibořská (dnes v místech Penzionu u sv. Floriana). Formani a pěší, kteří chtěli jet nebo jít směrem na Ratiboř, nemuseli objíždět přes Opavskou bránu. Byla vydlážděna nově vzniklá ulice z náměstí k Ratibořské bráně a vydlážděna ulice z náměstí k Ostravské bráně. Dopravní ruch ve městě neustále vzrůstal. Jedni formani do města vjíždějí, druzí z města vyjíždějí a úzká Opavská i Ostravská brána ztěžovaly průjezd. Na Ostravské vstupní věži, která byla dříve snížena, se znovu objevily trhliny, byla v chatrném stavu a hrozila sesutím. Proto vedení města rozhodlo tuto bránu zbourat a tak se také v roce 1822 stalo.
Do roku 1829 bylo město obehnáno silnou zdí, toho roku došlo ke zřícení části zdi poblíž Opavské brány. Důvodem byly stavební zásahy při stavbách nových domků přistěhovalců. Začalo se tedy s bouráním zdi, rovněž byla zbořena Opavská brána, ve které ještě v roce 1805 bylo městské vězení.
Průběh hradeb dnes dokumentuje dvojitý prstenec ulic, zbytky kamenných zdí a rovněž pozůstatky bašt (ulice Pode Zdí, Na Valech, Hrnčířská, U Bašty). Městské opevnění je kulturní památkou.

## Galerie

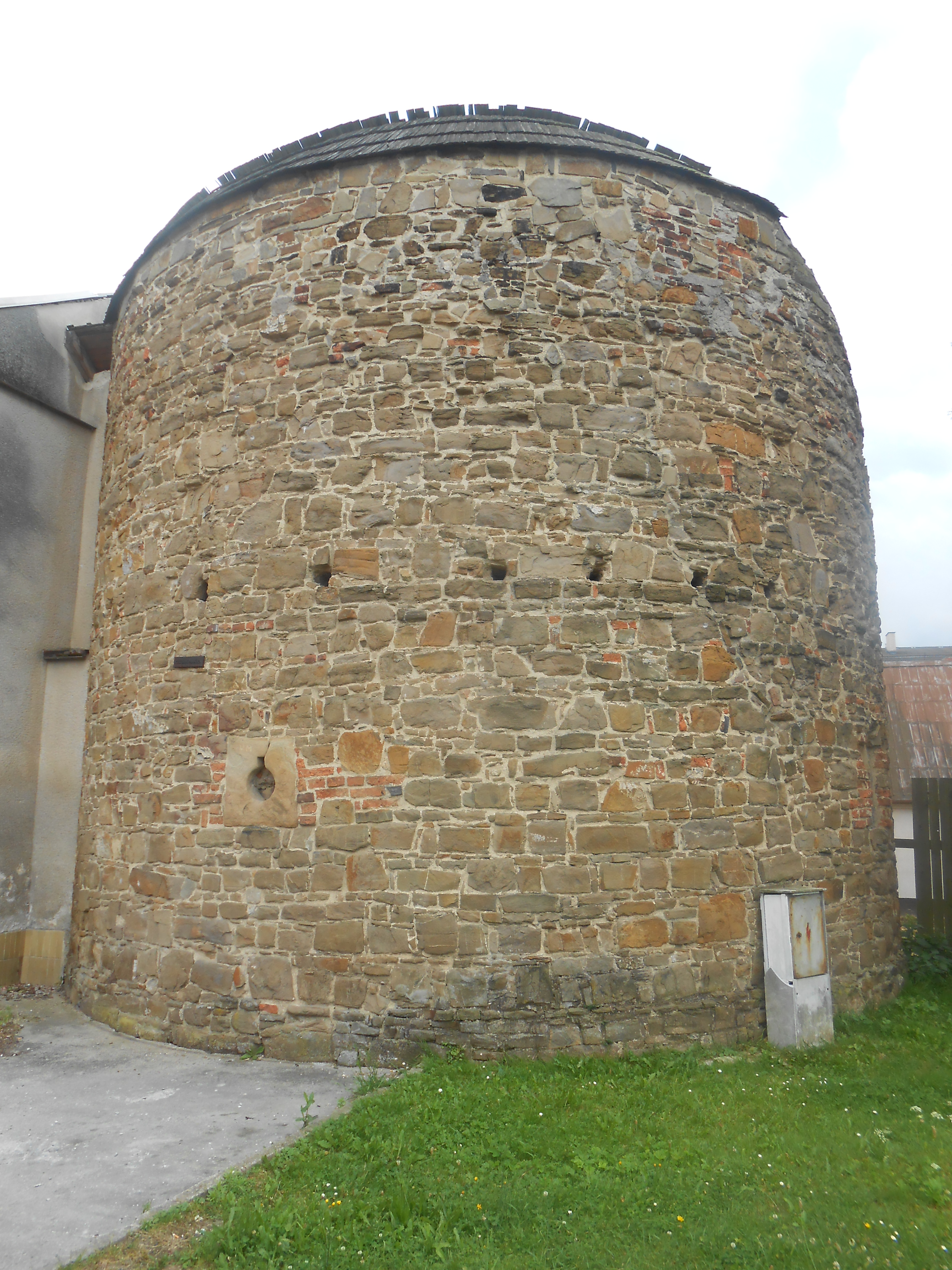
Hlučín, bašta městského opevnění mezi ul. Pode zdí a Na Valech
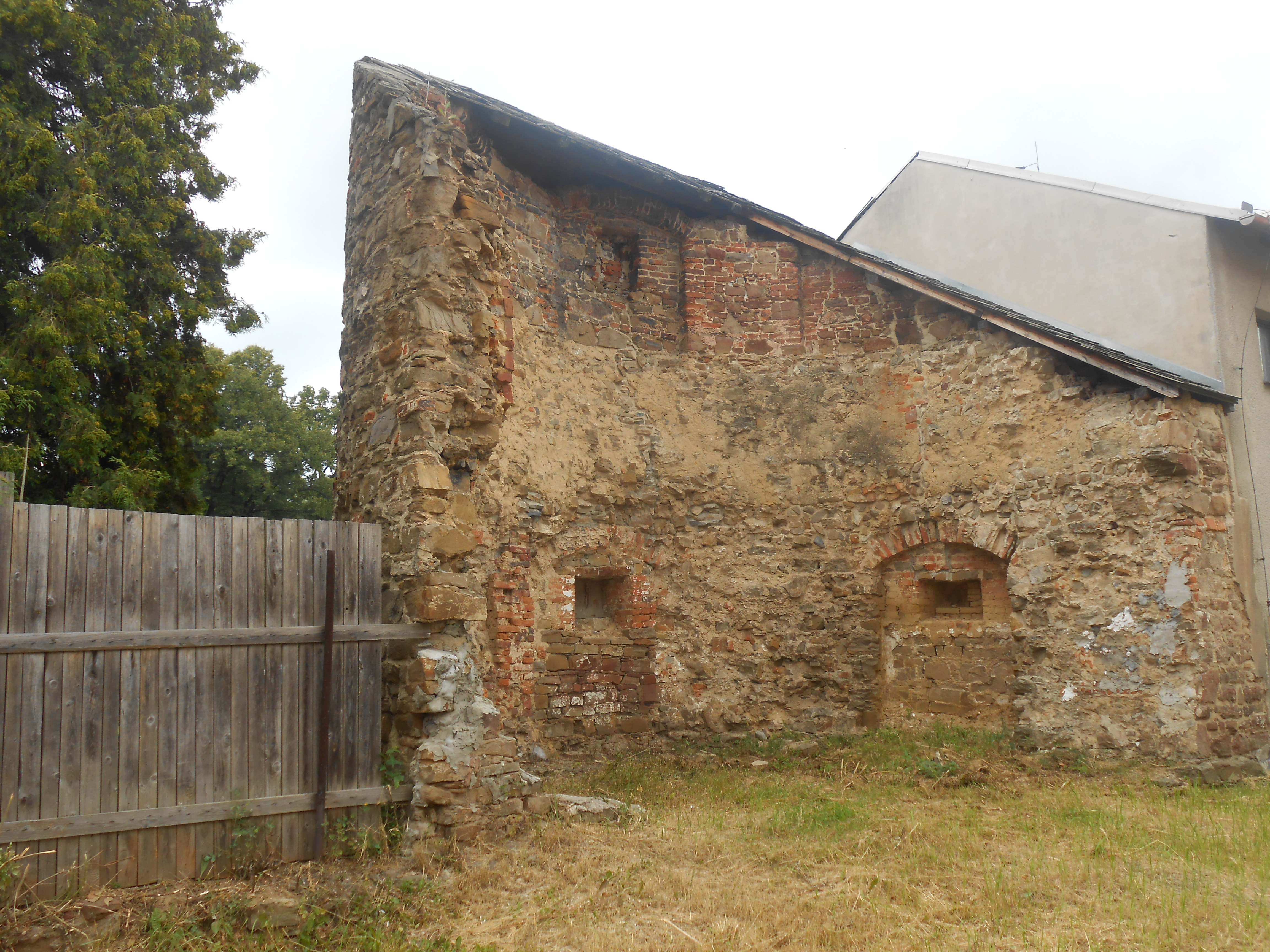
Hlučín, bašta městského opevnění, foceno od ul. Pode zdí
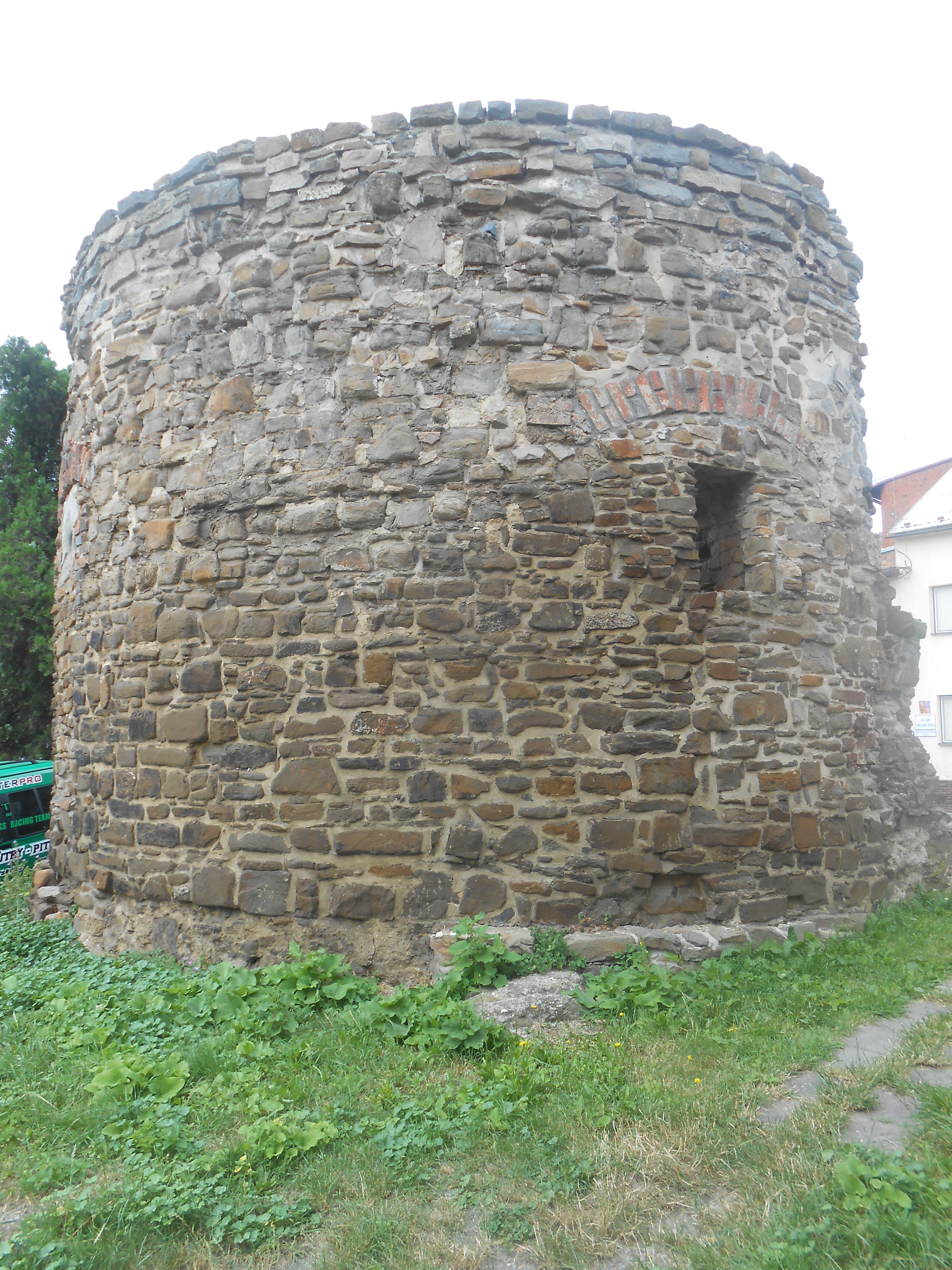
Hlučín, bašta městského opevnění, ul. U Bašty
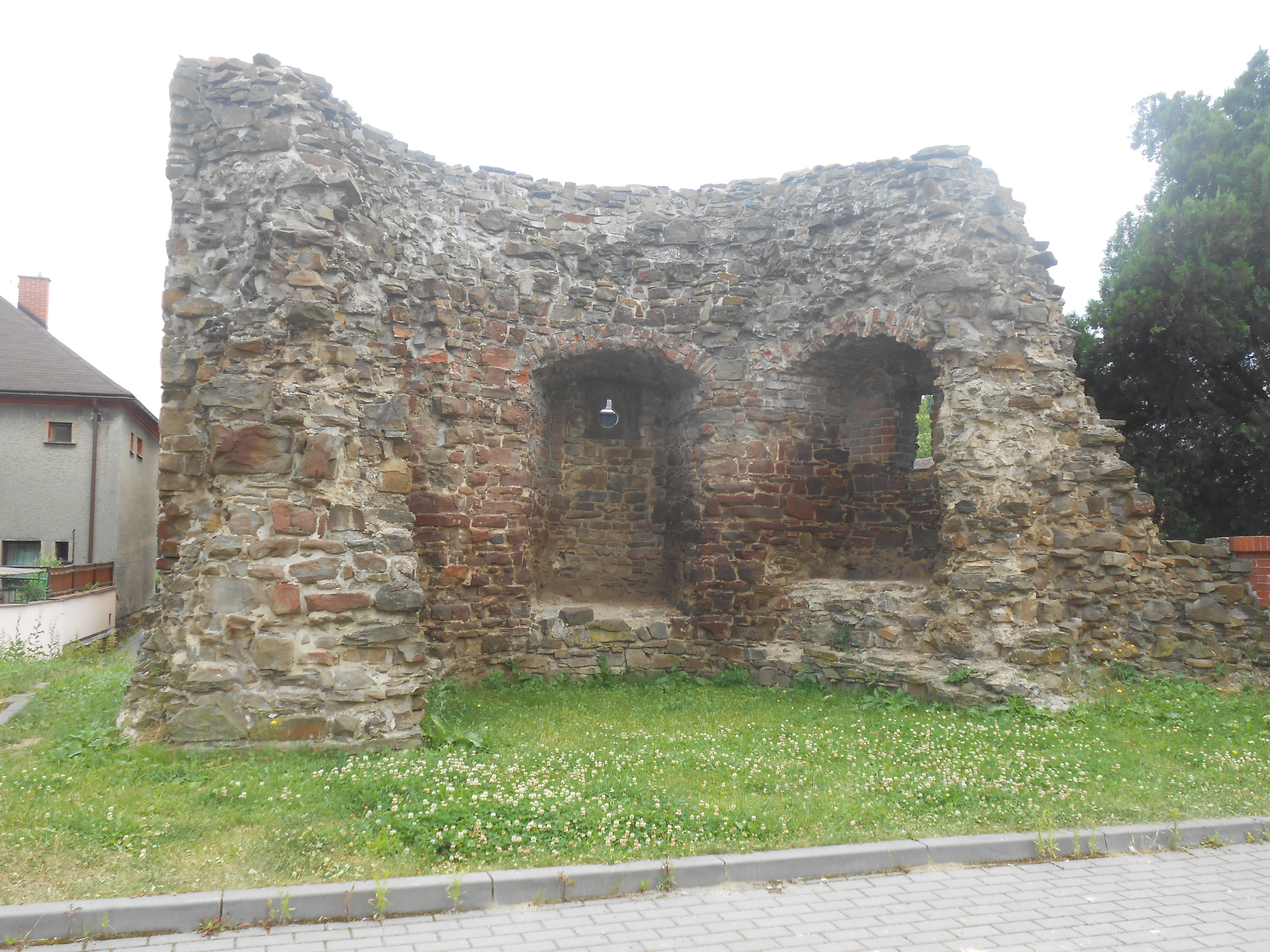
Hlučín, bašta městského opevnění v ul. U Bašty
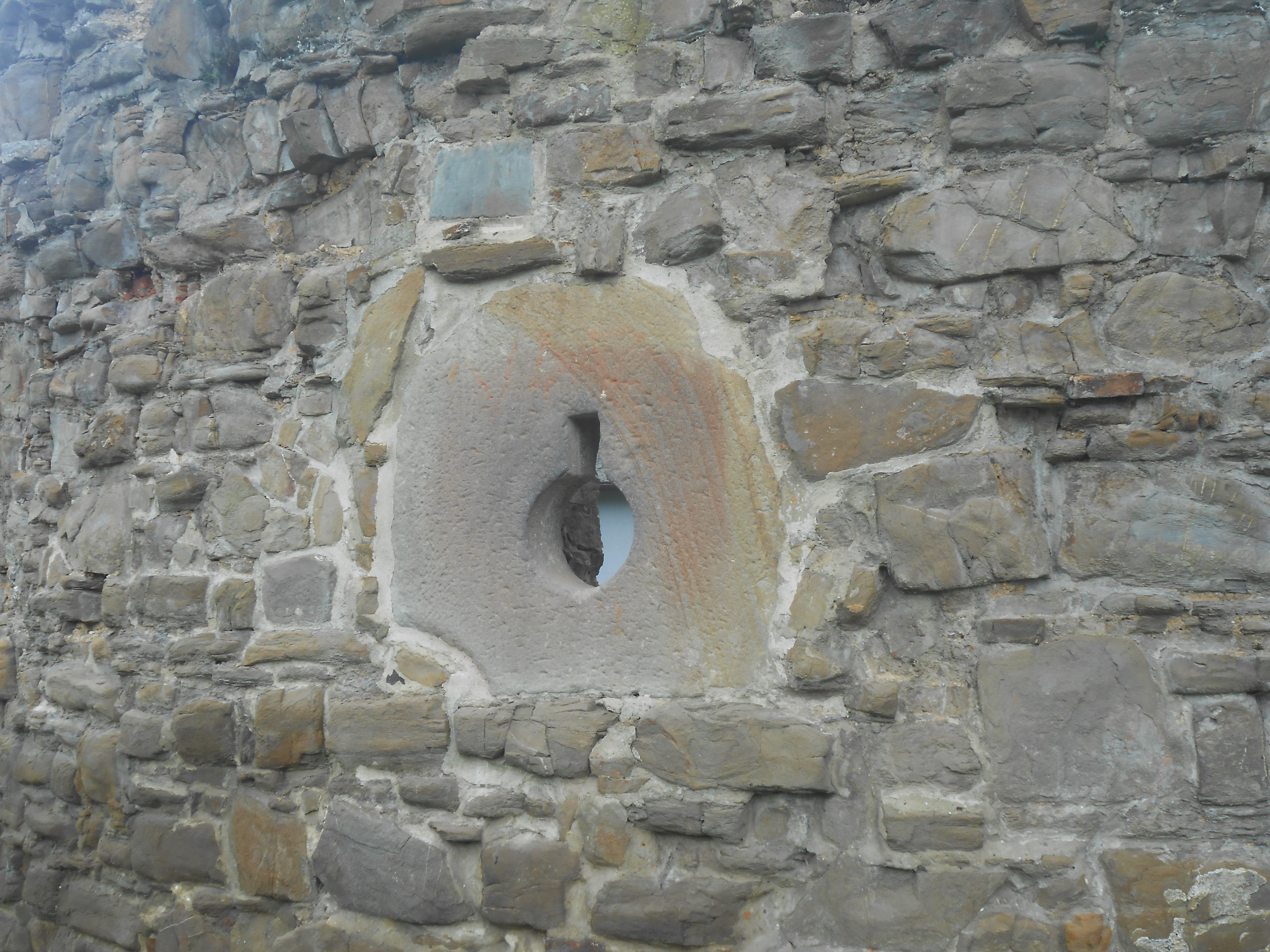
Hlučín, bašta městského opevnění, detail